# Горм Старый
Горм Старый (дат. Gorm den Gamle; 910-е—958?) — король Дании.

## Биография
Сын датского короля Кнуда I Хардекнуда. По словам его потомка, датского короля Свена II Эстридсена, Горм правил из Еллинга всей Данией и, скорее всего, Шлезвигом.
Происхождение прозвища не ясно. Горм не был ни старым, ни простодушным, ранние источники свидетельствуют о его открытости и прагматизме, когда дело касалось отношений с христианскими соседями на юге. Во времена Горма большинство датчан поклонялось древнегерманским богам, а сам Горм «жестоко преследовал христиан», но уже во время правления его сына Харальда I Синезубого Дания официально приняла христианство.
Утверждается, что останки Горма были найдены на месте первой христианской церкви в Еллинге, построенной при Харальде. Считается, что они были перенесены с холма, где он был первоначально похоронен, а сам холм был превращён в памятное место.
Горм Старый был женат на Тире, получившей прозвище «Спасительница Дании». Её именем был назван открытый в 1871 году астероид (115) Тира.

## В литературе
- Петр Воробьёв. Горм, сын Хёрдакнута — Шико. — Луганск, 2012. — 1 000 экз. — ISBN 9780615440583. Историческое фэнтези, основанное на реальных фактах жизни Горма Старого.